# São José dos Campos (stad)
São José dos Campos (IPA: [sɐ̃w̃ ʒuˈzɛ dus ˈkɐ̃pus]) is een gemeente en een van de grotere steden in de staat São Paulo in Brazilië. De stad is gelegen in de Vale do Paraíba, tussen de grootste steden van het land, São Paulo en Rio de Janeiro. Bij de volkstelling van 2022 telde São José dos Campos 697.054 inwoners. De oppervlakte van de gemeente is 1.099,41 km².
São José dos Campos wordt doorsneden door de Presidente Dutra-snelweg, met verbindingen naar andere economische centra in het land. De stad probeert continu de industriële technologie en het leefklimaat voor zijn inwoners te verbeteren. Economische indicatoren wijzen uit dat de stad een groot aandeel heeft in de economie van de deelstaat en van het land.
Veel mensen trekken naar São José dos Campos voor werk en verblijf in de stad, omdat zij dit als een goede stad beschouwen. Volgens een studie uit 1999 uitgevoerd door de Verenigde Naties is de beste van 25 Braziliaanse steden gemeten naar levenskwaliteit. De stad heeft een hoger gemiddeld inkomen per hoofd van de bevolking, de mensen hebben een hogere levensverwachting. Verder is de infrastructuur uitstekend te noemen. Tevens is de stad een van de veiligste van Brazilië.
De gemeente bestaat uit: São José dos Campos (hoofdplaats), Eugênio de Melo en São Francisco Xavier. Laatstgenoemde plaats is beroemd om het ecotoerisme.

## Aangrenzende gemeenten
De gemeente grenst aan Caçapava, Igaratá, Jacareí, Jambeiro, Joanópolis, Monteiro Lobato, Piracaia, Camanducaia (MG) en Sapucaí-Mirim (MG).

## Industrie
São José dos Campos is een belangrijk industrieel centrum met een grote variëteit aan industrieën, zoals automobielindustrie, petrochemie, consumentenelektronica en telecommunicatieapparatuur. In de stad is ook de belangrijkste faciliteit van een van de grootste vliegtuigfabrieken, Embraer, gevestigd. Bij de fabriek worden voornamelijk regionale toestellen gebouwd voor zowel de burgerluchtvaart als militaire doeleinden.
De stad bedient een regionale bevolking van ongeveer twee miljoen inwoners, waardoor de stad dient als regionaal centrum voor de Vale do Paraíba, het gebied aan de noordelijke kust van de staat São Paulo en zuidelijk Minas Gerais.

## Onderwijs en onderzoek
De plaats is een belangrijk onderzoekscentum in Brazilië. Het Nationaal Instituut voor Ruimtevaartonderzoek, INPE (Instituto Nacional de Pesquisas Espaciais), heeft alhier zijn hoofdkwartier. Het coördineert onderzoek en ontwikkeling voor bijvoorbeeld observatie van de Aarde, ruimtevaartwetenschap (space sciences) en ruimtevaarttechnologie (space technologies).
De stad telt 5 universiteiten naast het Luchtvaarttechnologisch Instituut (ITA) en het Luchtvaart Technisch Centrum (CTA).

## Religie
De stad is de zetel van het rooms-katholieke bisdom São José dos Campos.

## Geboren
- Márcio Bittencourt (1964), voetballer en trainer
- Leandro Cunha (1980), judoka
- Maurício José da Silveira Júnior (1988), voetballer
- Vitor Gomes Pereira Junior (1989), voetballer
- Carlos Henrique Casimiro, "Casemiro" (1992), voetballer
- Yuri Alberto (2001), voetballer
- Vitor Reis (2006), voetballer